# Дирбавка Михайло Васильович

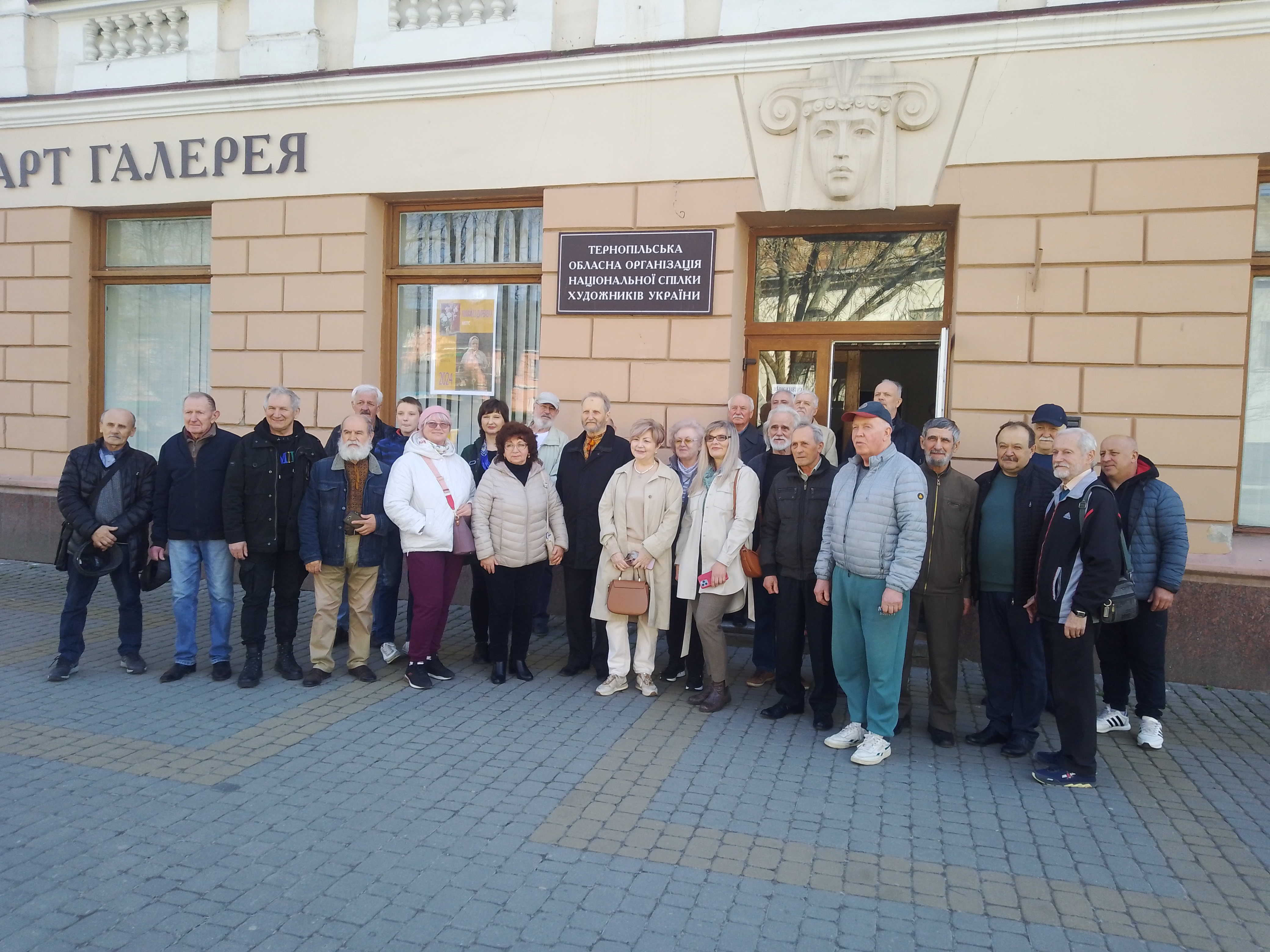
Михайло Дирбавка з побратимами по художньму цеху перед відкриттям персональної виставки. 05 квітня 2024. Тернопіль

Михайло Васильович Дирбавка (нар. 15 січня 1944, с. Котиківка Городенківського району Івано-Франківської області, Україна) — український художник прикладного та декоративного мистецтва; спеціалізація — художня різьба по дереву, монументальний і станковий живопис, графіка. Член НСХУ (1993).

## Життєпис
Закінчив Львівський інститут прикладного та декоративного мистецтва (1973).
Працював в Івано-Франківських художньо-виробничих майстернях (1966-1973). Від 1973 працює в Тернопільському художньо-виробничому комбінаті Художнього фонду України.
Учасник обласних та всеукраїнських виставок. Персональні виставки у Тернополі (1985, 1986, 2004, 2015, 2019, 2020 2023), Збаражі (2013), Коломиї (2018)
В 2015 році до 70–річчя художника видано альбом-каталог “Михайло Дирбавка. Живопис. Різьба”.

## Доробок
Спроектував і виконав інтер'єри їдальні обласного інституту удосконалення вчителів (1983), готелю «Галичина» (1985) у Тернополі, кімнати казок у бібліотеці в м. Волочиськ Хмельницької області (1986) і Тернопільській міській лікарні № 2 (1987), кімнати урочистих подій у с. Мильне Зборівського району (1988) і с. Дарахів Теребовлянського району (1989), декоративний рельєф у Тернопільській ЗОШ № 12 (1990).
Розписав церкви:
- св. Миколая у с. Колодне Збаразького району (1992)
- св. Миколая у Теребовлі (1994),
- св. Димитрія у с. Чагарі Гусятинського району (1995).

Серед творів:
- декоративна таріль «Материнство» (1978),
- портрет «Гетьман Іван Мазепа» (2000),
- натюрморт «Бузок» (2002),
- рельєф «Матір Божа» (2003).

## Нагороди
Медалі СРСР.